# Американская милашка
«Американская милашка» (англ. American Honey) — англо-американский фильм 2016 года в жанре роуд-муви, снятый режиссёром Андреа Арнольд по написанному ей же сценарию. В главных ролях снимались Саша Лейн, Шайа Лабаф и Райли Кио.

## Сюжет
Стар (Саша Лейн) — подросток из Оклахомы, она заботится о маленьком брате и сестрёнке, пока их мать и отец ведут праздную жизнь. Устав от такой жизни, она сбегает с такими же как и она представителями поколения Y, ищущими заработка и развлечений. Они путешествуют в белом фургоне по Америке и продают журналы под присмотром Кристал (Райли Кио). «Мы исследуем, типа, Америку», — объясняет Стар один из обитателей фургона Джейк (Шайа Лабаф), с ним ей ещё предстоит ощутить сильные чувства взаимного притяжения.

## В ролях
- Саша Лейн — Стар
- Шайа Лабаф — Джейк
- Ариэль Холмс — Пеган
- Райли Кио — Кристал
- Маккаул Ломбарди — Кори
- Кристал Айс — Китнисс
- Чад Кокс — Билли
- Гарри Хауэлл — Остин
- Кеннет Кори Такер — Шон
- Рэймонд Коалсон — Джей Джей
- Айзиа Стоун — Кэлиум
- Дакота Пауэрс — Рунт
- Шауна Рэй — Шанта
- Кристофер Дэвид Райт — Райли
- Верроника Эзель — Кьюти
- Уилл Пэттон — ковбой
- Брюс Грегори — водитель грузовика крупного рогатого скота
- Джонни Пирс II — Нейтан
- Лора Кирк — Лора
- Саммер Хансэкер — Келси
- Броди Хансэкер — Рубин
- Честити Хансэкер — Мисти

## Кастинг
Андреа Арнольд хотела снять фильм с неизвестными актёрами, поэтому присматривалась к подросткам прямо на улице, там же проводила и пробы. Она заметила Сашу Лейн на пляже, во время её весенних каникул. Позднее Саша рассказала, что таким образом часто присматривают актёров для порнографии, она волновалась, но доверилась Андреа и не прогадала, после проб она получила главную роль в фильме. Остальная часть актёров была найдена на автостоянках, строительных площадках, улицах и государственных ярмарках. Известными широкой публике лицами в этом фильме являлись только Шайа Лабаф и Райли Кио.

## Премьера и реакция на фильм
Мировая премьера состоялась 15 мая 2016 года. «Американская милашка» получила приз жюри на 69-м Каннском кинофестивале в год премьеры. Также фильм был номинирован на 70-ю ежегодную кинематографическую премию BAFTA как лучший британский фильм.